# Trần Huy Phong
Trần Huy Phong (28 tháng 12 năm 1938 - 13 tháng 12 năm 1997) là một võ sư Vovinam, Chưởng Môn đời thứ III Môn phái Vovinam-Việt Võ Đạo. Ông còn là thành viên hội đồng sáng lập Viện Đại học Dân lập Hùng Vương, nay là Trường Đại học Hùng Vương Thành phố Hồ Chí Minh.

## Xuất thân
Trần Huy Phong (tên thật là Trần Quốc Huy trong gia đình thường gọi thân mật là Trọng Bách) sinh ngày 28 tháng 12 năm 1938,có tên khai sinh là Trần Trọng Bách, sinh ra tại Hải Hậu, Nam Định trong một gia đình bảy anh chị em (ông là con thứ tư).

## Cuộc đời võ nghiệp
Lúc nhỏ, ông học y thuật và võ thuật dưới sự hướng dẫn của thầy Trần Văn Khiêm.
Năm 1954, ông cùng gia đình di cư vào Nam. Cùng năm, ông gặp được sáng tổ Vovinam Nguyễn Lộc và trở thành học trò của vị võ sư này.
Năm 1960, võ sư Nguyễn Lộc qua đời. Ngay sau đó, chưởng môn đời thứ hai môn Vovinam là Lê Sáng lại bị chính quyền Việt Nam Cộng hòa thúc ép đình chỉ hoạt động của môn phái. Trần Huy Phong lúc này là giáo viên dạy toán của một số trường trung học ở Sài Gòn đã âm thầm tổ chức dạy và học Vovinam tại một số trường trung học và đã thu hút được nhiều người tham gia là huấn luyện viên, hướng dẫn viên và học viên. Vovinam vì thế vẫn phát triển mạnh mẽ dù bị chính quyền cấm đoán.
Năm 1964, Vovinam được hoạt động trở lại. Trần Huy Phong đã tham gia xây dựng bộ máy điều hành, các quy tắc hoạt động, hệ thống hóa các kỹ thuật và chương trình huấn luyện của môn phái. Ông trở thành phụ tá của Chưởng môn Lê Sáng và Trưởng Ban Nghiên kế.
Năm 1966, Trần Huy Phong là đồng sáng lập (cùng võ sư Mạnh Hoàng) và giám đốc của Trung tâm Huấn luyện Hoa Lư. Cơ sở này nhanh chóng trở thành một trong những cơ sở huấn luyện nổi tiếng của Vovinam.
Năm 1968, Trần Huy Phong thành lập Tổng đoàn Thanh niên Việt Võ Đạo và trở thành Tổng đoàn trưởng, giữ cương vị cho đến tận năm 1973. Ông đã tham gia tổ chức nhiều lớp huấn luyện Vovinam ở các cơ sở trong các trường đại học, quân đội và cảnh sát.
Năm 1970, Trần Huy Phong thành lập làng Cộng đồng Việt Võ Đạo tại xã Tân Tạo (Bình Chánh), tham gia thành lập Hợp tác xã Nông nghiệp Việt Võ Đạo. Các hoạt động này giúp cho cộng đồng môn sinh Việt Võ Đạo có chỗ dựa kinh tế để theo đuổi việc học tập võ thuật lâu dài.
Năm 1973, Trần Huy Phong làm Tổng cục trưởng Tổng cục Huấn luyện Vovinam - Việt Võ Đạo kiêm Chủ tịch Văn phòng Phát triển Quốc tế của môn phái. Ông đã đặt nền móng cho việc phổ biến môn phái ra thế giới.
Sau khi đất nước thống nhất cho đến tận năm 1990, môn phái Vovinam lại bị chính quyền cấm hoạt động. Trần Huy Phong cùng Chưởng môn Lê Sáng và một số võ sư Vovinam khác bị chính quyền bắt đi cải tạo nhiều năm.
Năm 1986, Trần Huy Phong trở thành chưởng môn đời thứ ba của Vovinam. Ông giữ cương vị này đến năm 1990 rồi bàn giao lại cho võ sư Lê Sáng.
Năm 1992, sau khi chính quyền chính thức cho phép hoạt động trở lại, Trần Huy Phong thành lập Võ đạo quán Cây Tre. Đây là một trong những cơ sở huấn luyện võ thuật tư nhân đầu tiên của Việt Nam từ khi Đổi Mới.
Năm 1994, Trần Huy Phong bị bệnh nặng, phải tới Pháp chữa trị. Trong thời gian ở Pháp, tuy sức khỏe không tốt, nhưng ông vẫn tích cực hoạt động cho môn phái. Ông đã vận động các võ sư Vovinam trên toàn thế giới đoàn kết, thành lập Hội đồng Võ sư Vovinam - Việt Võ Đạo Thế giới, và tổ chức Đại hội Võ sư Vovinam - Việt Võ Đạo thế giới. Trên cơ sở đó, Liên đoàn Vovinam - Việt Võ Đạo Quốc tế đã ra đời.
Tháng 7 năm 1997, Trần Huy Phong quay lại Việt Nam đoàn tụ cùng gia đình và đồng môn. Ông qua đời ngày 13 tháng 12 năm 1997 tại Thành phố Hồ Chí Minh.